# Botești (gmina Scărișoara)
Botești – wieś w Rumunii, w okręgu Alba, w gminie Scărișoara. W 2011 roku liczyła 22 mieszkańców.